# Eirik de Hordaland
Eirik de Hordaland (nórdico antiguo: Eiríkr Konungr á Hörðalandi) también Eirik Vatnarsson (c. 820) fue un caudillo vikingo, rey de Hordaland en el sur de Noruega, en la segunda mitad del siglo IX. Eirik fue padre de Gyda, quien sería una de las esposas de Harald I de Noruega. Eirik junto con otros caudillos fue uno de los principales líderes del levantamiento contra el rey Harald I que culminó en la batalla de Hafrsfjord donde fue derrotado y tuvo que escapar; muchos de sus aliados murieron en esa batalla.

## Ascendencia
La genealogía de Eirik de Hordaland se remonta a los grandes caudillos del norte:
- Vatnar Vatnarsson (c. 730), padre de Eirik.
- Vatnar Vikarsson av Hordaland (c. 665)
- Vikar Alreksson av Agder (c. 618)
- Alrek Eiriksson (c. 580)